# 酒匂宗次郎
酒匂 宗次郎（さこう そうじろう、1879年（明治12年）8月27日 - 没年不明）は、大日本帝国陸軍軍人。最終階級は陸軍少将。

## 経歴・人物
鹿児島県姶良郡、のちの姶良町（現姶良市）で生まれた。1902年（明治35年）陸軍士官学校第14期卒業。
1927年（昭和2年）7月に陸軍歩兵大佐・福岡連隊区司令官、1930年（昭和5年）3月に歩兵第19連隊長に就任。第一次上海事変に従軍した。1932年（昭和7年）8月8日に陸軍少将に進級と同時に待命、同月30日に予備役に編入した。
1947年（昭和22年）11月28日、公職追放仮指定を受けた。